# 苏州基金博物馆
苏州基金博物馆（英語：Chinese Museum of Funds）又名中国基金博物馆，是一家位于苏州的基金主题金融教育博物馆。理事长是邵秉仁，馆长是王巍。

## 历史
2011年11月3日建成开馆，位于江苏省苏州市苏州工业园区李公堤路1号，展陈面积为2,300平方米。由中国金融博物馆集团、苏州市人民政府及苏州工业园区管委会共同发起筹建。

## 运营时间
- 周二至周日：上午九点至下午四点半
- 周一闭馆

## 交通
- 苏州轨道交通5号线李公堤南站